# 1905 Амбарцуміан
1905 Амбарцуміан (1972 JZ, 1932 FC, 1952 HO3, 1959 QD, 1962 JX, 1969 PF, 1976 SS5, 1905 Ambartsumian) — астероїд головного поясу, відкритий 14 травня 1972 року.
Тіссеранів параметр щодо Юпітера — 3,629.